# Siemens CF76
El Siemens CF75 (Europa) / Siemens CF76 (Sudamérica) es un teléfono móvil de tecnología GSM tribanda, fabricado por Siemens. Se comenzó a comercializar en el primer trimestre de 2005 y hoy en día ha sido descatalogado. El formato es del tipo concha, con dos pantallas, la principal interna y una secundaria externa.

## Características
- Lanzamiento: primer trimestre de 2005
- Tarjeta SIM : Mini Sim (2FF) interna, de 3 V. SIM Application Toolkit clase 3.
- Antena : todas internas.
- Pantalla interna : CSTN
- Resolución de pantalla : 128 x 160 píxeles y 16 bits (65536 colores)
- Pantalla externa : CSTN de 96 x 64 píxeles y 12 bits (4096 colores)
- Java: MIDP 2.0, soporta juegos y aplicaciones Java instalables.
- Memoria : 10 MiB compartida.[1]
- Microprocesador : Infineon PMB 8875 S-GOLDlite a 104 MHz
- Bandas : tribanda
  - CF75 : 2G GSM 900/1800/1900 MHz
  - CF76 : 2G GSM 850/1800/1900 MHz
- Datos : GPRS, WAP 2.0
- Cámara digital : integrada VGA (640 x 480 píxels) con zoom digital 5x y capacidad de capturar vídeo. Soporta flash externo opcional.
- Timbres : polifónicos de 40 voces MIDI, AMR, WAV
- Conectividad : USB / RS-232 (sobre el conector Siemens Lumberg), IrDA
- Batería :  interna de Li-ion 600 mAh
  - Tiempo de espera : hasta 275 h
  - Tiempo de conversación : hasta 330 min
  - Tiempo de carga de la batería : menos de 2 h
- Formato : Clamshell
- Carcasa : tipo concha, color metálico con zonas en azul marino o perla negra. En la tapa, por fuera pantalla externa y bajo ella objetivo de la cámara digital integrada; por dentro, pantalla interna y altavoz. En el cuerpo, lateral izquierdo con puerto IrDA, base con conector Siemens Lumberg tipo slim, lateral derecho con teclas aumentar/reducir volumen (llamada en curso) o cámara/Push to talk (reposo). Teclado en la base interna, con dos teclas de display + tecla de navegación WAP, descolgar / D-Pad / Colgar y keypad telefónico estándar.
- Tamaño : 94 mm (3,70 pulgadas) largo x 47 mm (1,85 pulgadas) ancho x 22 mm (0,87 pulgadas) alto
- Peso : 91,5 g (3,23 onzas)
- Volumen : 80 cc
- Tasa de absorción específica : 0,798 W/kg
- Mensajes : SMS con Texto predictivo T9, MMS
- eMail : POP3 / SMTP IMAP4.
- Listín telefónico :
  - Interno : 1000 contactos con dirección, varios números telefónicos, correo electrónico, fechas de cumpleaños, etc.
  - De tarjeta SIM : 120 a 255 contactos, dependiente de la tarjeta.
- Otras prestaciones : llamada en espera, lista de llamadas emitidas/recibidas/perdidas, vibración, alarma, calculadora, cronómetro, reloj en pantalla secundaria, conversor de unidades, calendario, bloc de notas, recordatorios y cumpleaños.

## Accesorios oficiales
- Flash IFL-600
- Cargadores 
  - Cargador de Viaje EU ETC-500
  - Soporte Escritorio Stand EDS-600
- Accesorios de coche
  - Cuna Soporte HMH-100
  - Cargador de Coche Plus ECC-600
- Kit manos libres
  - Auricular PTT HHS-510
- Cables de Datos
  - Cable de Datos DCA-500
  - Cable de Datos USB DCA-510
  - Cable de Datos USB DCA-540
  - SyncStation DSC-510